# Григс
Окръг Григс (на английски: Griggs County) е окръг в щата Северна Дакота, Съединени американски щати. Площта му е 2958 km², а населението - 2258 души (2017). Административен център е град Купъртаун.